# Scaptesyle pseudolabia
Scaptesyle pseudolabia är en fjärilsart som beskrevs av George Francis Hampson 1918. Scaptesyle pseudolabia ingår i släktet Scaptesyle och familjen björnspinnare. Inga underarter finns listade.